# Canton de Malzéville
Le canton de Malzéville est une ancienne division administrative française qui était située dans le département de Meurthe-et-Moselle et la région Lorraine.

## Géographie
Ce canton est organisé autour de Malzéville dans l'arrondissement de Nancy. Son altitude varie de 180 mètres à Bouxières-aux-Dames à 408 mètres sur la commune de Bouxières-aux-Chênes pour une altitude cantonale moyenne de 254 mètres.

## Histoire
Le canton de Malzéville a été créé par le décret du 21 février 1997, à la suite des remodelages des cantons de Nancy-Sud, Nancy-Nord et Nancy-Est.

## Administration
| Période | Période | Identité          | Étiquette | Qualité                                                                                              |
| ------- | ------- | ----------------- | --------- | --- |
| 1997    | 2015    | Jean-Paul Bolmont | PS        | Chef d'entreprise Maire de Malzéville (1989-2008) Suppléant du député Jean-Jacques Denis (1997-2002) |

## Composition
Le canton de Malzéville groupe 11 communes et compte 21 697 habitants (recensement de 1999 sans doubles comptes).
| Communes              | Population (2012) | Code postal | Code Insee |
| --------------------- | ----------------- | ----------- | ---------- |
| Agincourt             | 399               | 54770       | 54006      |
| Amance                | 296               | 54770       | 54012      |
| Bouxières-aux-Chênes  | 1 312             | 54770       | 54089      |
| Bouxières-aux-Dames   | 4 124             | 54136       | 54090      |
| Brin-sur-Seille       | 582               | 54280       | 54100      |
| Custines              | 2 991             | 54670       | 54150      |
| Dommartin-sous-Amance | 290               | 54770       | 54168      |
| Eulmont               | 980               | 54690       | 54186      |
| Laître-sous-Amance    | 389               | 54770       | 54289      |
| Lay-Saint-Christophe  | 2 622             | 54690       | 54305      |
| Malzéville            | 7 712             | 54220       | 54339      |

## Démographie
| 1962   | 1968   | 1975   | 1982   | 1990   | 1999   | 2009   |
| ------ | ------ | ------ | ------ | ------ | ------ | ------ |
| 15 914 | 19 025 | 20 752 | 22 201 | 21 914 | 21 697 | 22 136 |